# Mey
Pour les articles homonymes, voir Mey (homonymie).
Mey est une commune française située dans le département de la Moselle, en Lorraine.

## Géographie

### Localisation
Mey est une commune rurale située à quelques kilomètres au nord-est de Metz sur les contreforts du plateau lorrain. Sa situation géographique en fait un espace entre ville et campagne, dans un cadre historique, vert et calme.
La commune est réputée pour la qualité de son identité paysagère et architecturale qui a traversé les âges sans subir de profondes mutations. L’essentiel du territoire est occupé par des champs et espaces boisés appartenant à un nombre restreint de propriétaires. La situation en éperon sur un relief marqué par la petite vallée servant de bassin versant à une partie des eaux de plateau contribue également à cette morphologie de village ainsi décrite.
Sur les coteaux bordant le village, restent des traces plus ou moins visibles d’anciens vergers et quelques traces sporadiques de pieds de vignes. Le Petit Bois qui occupe une bonne partie du nord du territoire déborde légèrement sur la commune voisine de Vantoux.
Tous ces éléments, notamment le relief, qui participent à l’identité de Mey, apportent une variation dans la perception des espaces de la commune et des paysages rencontrés.
Le relief détermine, au sein du territoire, des perceptions tantôt d’ordre globale, tantôt cadrées. Ainsi, le plateau, depuis le fort, l’autoroute, la route de Bouzonville et l’étang, offre des vues d’ensemble valorisant la position du village sur son éperon et dans son écrin boisé dessiné par la dépression de la vallée.
Les communes limitrophes sont  Nouilly, Vantoux et Vany.
| Vantoux | Vany    | Nouilly |
| Vantoux | Mey     | Nouilly |
| Vantoux | Vantoux | Nouilly |

### Hydrographie
La commune est située dans le bassin versant du Rhin au sein du bassin Rhin-Meuse. Elle est drainée par le ruisseau de Vallieres.
Le ruisseau de Vallieres, d'une longueur totale de 14 km, prend sa source dans la commune de Glatigny et se jette  dans un bras mort de la Moselle à Saint-Julien-lès-Metz en limite avec Metz, après avoir traversé neuf communes.

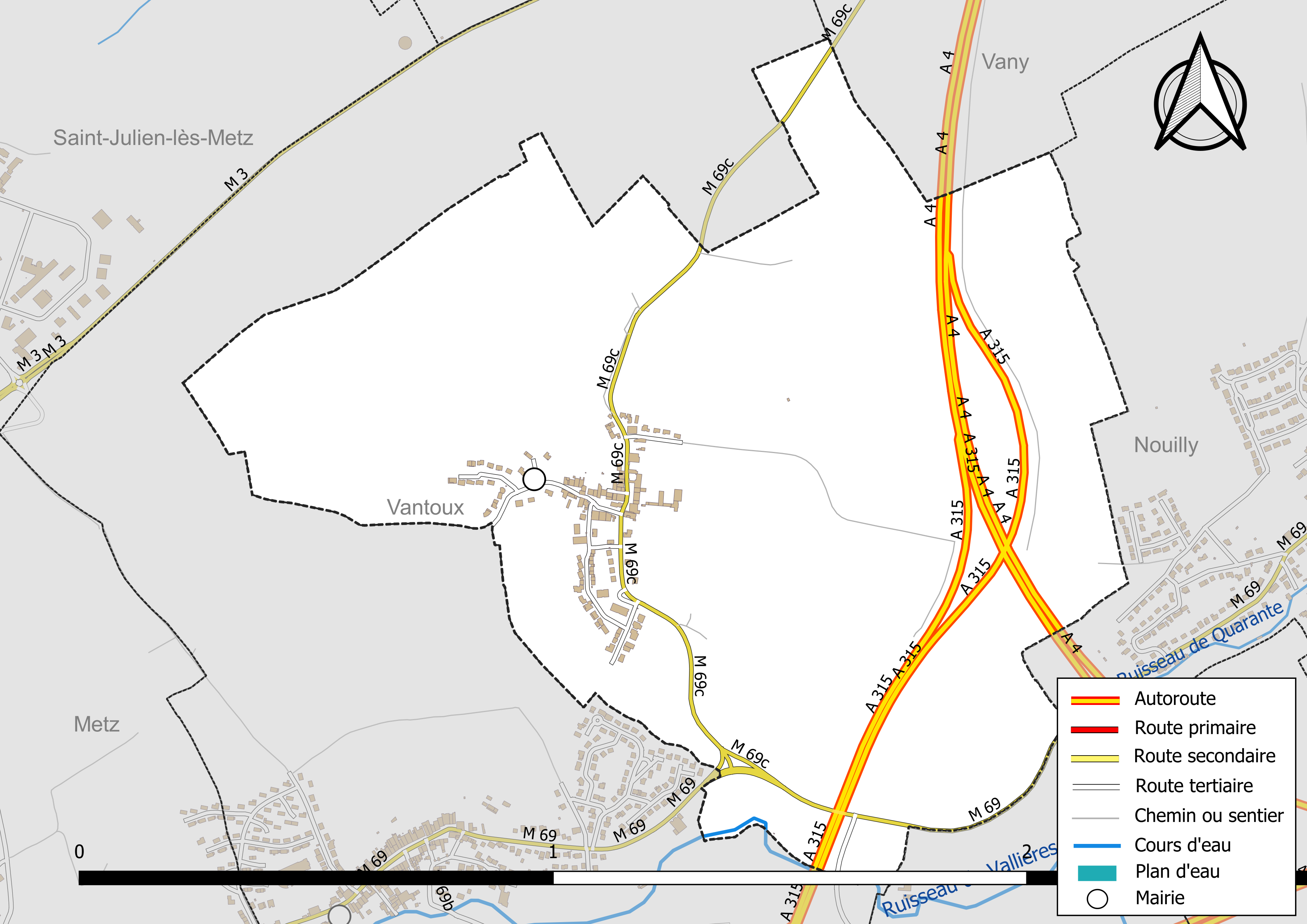
Réseaux hydrographique et routier de Mey.

La qualité du ruisseau de Vallières peut être consultée sur un site dédié géré par les agences de l’eau et l’Agence française pour la biodiversité.

### Climat
Pour des articles plus généraux, voir Climat du Grand Est et Climat de la Moselle.
En 2010, le climat de la commune est de type climat des marges montargnardes, selon une étude du Centre national de la recherche scientifique s'appuyant sur une série de données couvrant la période 1971-2000. En 2020, Météo-France publie une typologie des climats de la France métropolitaine dans laquelle la commune est exposée à un climat semi-continental et est dans la région climatique Lorraine, plateau de Langres, Morvan, caractérisée par un hiver rude (1,5 °C), des vents modérés et des brouillards fréquents en automne et hiver.
Pour la période 1971-2000, la température annuelle moyenne est de 9,7 °C, avec une amplitude thermique annuelle de 16,8 °C. Le cumul annuel moyen de précipitations est de 789 mm, avec 12,1 jours de précipitations en janvier et 9,4 jours en juillet. Pour la période 1991-2020, la température moyenne annuelle observée sur la station météorologique de Météo-France la plus proche, « Metz-Frescaty », sur la commune d'Augny à 12 km à vol d'oiseau, est de 11,1 °C et le cumul annuel moyen de précipitations est de 713,5 mm. 
La température maximale relevée sur cette station est de 39,7 °C, atteinte le 25 juillet 2019 ; la température minimale est de −23,2 °C, atteinte le 17 février 1956,,.
Les paramètres climatiques de la commune ont été estimés pour le milieu du siècle (2041-2070) selon différents scénarios d'émission de gaz à effet de serre à partir des nouvelles projections climatiques de référence DRIAS-2020. Ils sont consultables sur un site dédié publié par Météo-France en novembre 2022.

## Urbanisme

### Typologie
Au 1er janvier 2024, Mey est catégorisée commune rurale à habitat dispersé, selon la nouvelle grille communale de densité à sept niveaux définie par l'Insee en 2022.
Elle appartient à l'unité urbaine de Metz, une agglomération intra-départementale regroupant 42  communes, dont elle est une commune de la banlieue,,. Par ailleurs la commune fait partie de l'aire d'attraction de Metz, dont elle est une commune de la couronne,. Cette aire, qui regroupe 245 communes, est catégorisée dans les aires de 200 000 à moins de 700 000 habitants,.

### Occupation des sols
L'occupation des sols de la commune, telle qu'elle ressort de la base de données européenne d’occupation biophysique des sols Corine Land Cover (CLC), est marquée par l'importance des territoires agricoles (70 % en 2018), une proportion sensiblement équivalente à celle de 1990 (69,3 %). La répartition détaillée en 2018 est la suivante : 
terres arables (58,7 %), zones urbanisées (13,2 %), forêts (11 %), zones industrielles ou commerciales et réseaux de communication (5,9 %), prairies (5,9 %), zones agricoles hétérogènes (5,4 %). L'évolution de l’occupation des sols de la commune et de ses infrastructures peut être observée sur les différentes représentations cartographiques du territoire : la carte de Cassini (XVIIIe siècle), la carte d'état-major (1820-1866) et les cartes ou photos aériennes de l'IGN pour la période actuelle (1950 à aujourd'hui).

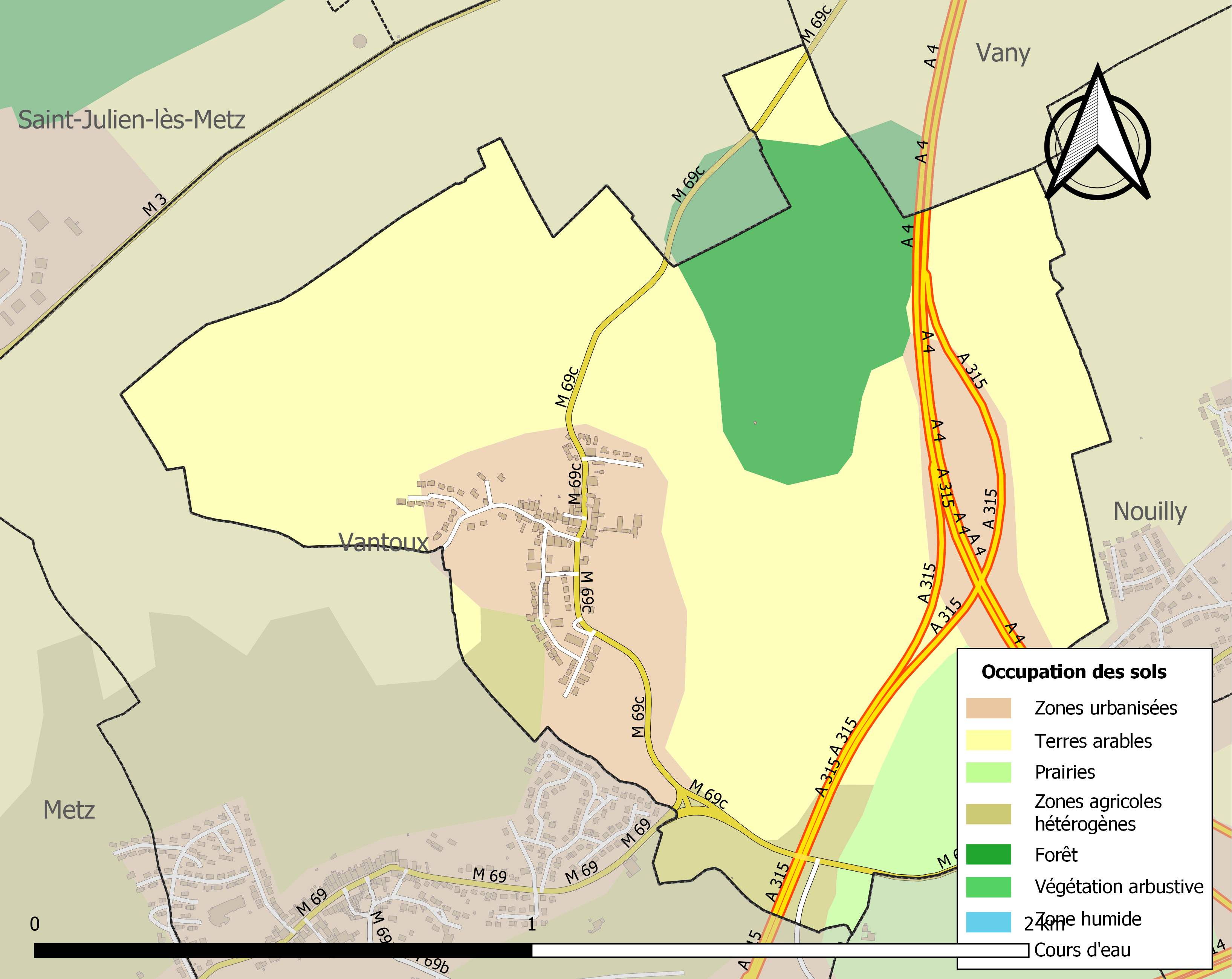
Carte des infrastructures et de l'occupation des sols de la commune en 2018 (CLC).

### Voies de communication et transports
La commune de Mey est desservie :
- par la ligne C13 du réseau LE MET' qui permet de rejoindre le centre-ville messin. La fréquence est de 20 à 30 minutes avec 36 allers/retours assurés dans la journée ;
- par une station de taxi.

La commune est traversée par des sentiers de randonnées, dont le chemin de Saint Jacques de Compostelle. Ces sentiers permettent aux randonneurs d’aller à la découverte des sites et monuments historiques du village (l’église du XIe siècle, le château Espagne, la résidence Camille Durutte) ou de profiter des paysages lorrains avec ses vergers, que la commune cherche à mettre en valeur.
Pour faciliter les déplacements tout en préservant son milieu naturel, la commune a pour projet[Quand ?] d’installer une station de vélos électriques.

## Toponymie
Anciens noms: Maieum (973) ; Maiacum (1157) ; Mayacum (1188) ; Maye (1226) ; Maey (1324) ; Maiey (1404) ; May, Meii (1544) ; Mayt (1681) ; Moyes (XVIIe siècle).

## Histoire

### Origines gallo-romaines
« Peu de villages dans le département doivent avoir une origine aussi ancienne » que Mey, écrivait Victor Jacob (1826-1904), bibliothécaire de la ville de Metz, qui expliquait que Mey avait très probablement du temps des Romains un autel consacré à la déesse Maia, mère de Mercure. L'existence de Mey du temps des Romains est en tout cas confirmée par des fouilles archéologiques qui furent réalisées en 2005, et permirent de restituer notamment l’emplacement d’une villa gallo-romaine, ainsi qu’une ferme gauloise.

### Avant la Révolution
Les dîmes de Mey étaient à la Révolution, et depuis des temps très anciens, perçues pour un tiers par le chapitre de la cathédrale de Metz et pour les 2/3 par l'abbaye de Saint-Clément de Metz, qui avait obtenu ces 2/3 par un échange avec l'église primatiale de Nancy.
L'église de Mey, placée sous le patronage de saint Pierre, était commune entre les habitants de Mey et ceux de Vantoux, lesquels disposaient seulement d'une chapelle, placée sous le patronage de saint Barthélémy. Elle fut instituée en vicairie perpétuelle le 1er août 1619 et dépendait de l'archiprêtré de Noisseville, elle-même dépendant de la cathédrale de Metz,.
Mey était par ailleurs le siège, en 1681, d'un fief et d'une justice haute, moyenne et basse mouvant du roi de France.

### Au temps des comtes général Espagne et Camille Durutte (1808-1855)
[style à revoir]Cependant, ce n’est qu’au XIXe siècle que Mey connut sa période la plus faste. En effet, le général comte Espagne (1769-1809) avait fait, en 1808, l’acquisition, aux portes de Metz, du château de Mey, reconstruit à l’emplacement d’une ancienne maison forte. Le général avait sept enfants : son fils aîné, Paul-Émile, en hérita et y vécut jusqu’à sa mort en 1855. Véturie, une des sœurs de Paul-Émile, et un de ses frères, Achille-Napoléon-Bayard, vivaient également à Mey, dans l’ancien presbytère. Le comte Camille Durutte (1803-1881) arriva à Mey en 1827 avec son épouse Clara Espagne. Le couple Durutte possédait la maison en face du château avec un jardin et un vignoble, ainsi qu’une sorte de petit pavillon de chasse, appelé « la maison du petit bois », qui n’existe plus. La présence à Mey de ces parents rapprochés, l’originalité et l’exceptionnelle intelligence de deux d’entre eux, Véturie Espagne et Camille Durutte, les fréquentes visites de leurs nombreux amis et la qualité de ceux-ci, y entretenaient une attrayante animation dans les années quarante.
Les peintres Maréchal et Devilly y venaient fréquemment ; Knoepfler (petit-fils du général Espagne par sa mère), qui y était né, mais vivait pour lors à Paris, s’y rendait chaque année en famille. Émile Knoepfler est né à Mey, au château, le 3 janvier 1821. Il vit à Paris entre 4 et 27 ans, mais revient à Metz avec sa femme en 1848 lors de la Révolution. Il crée alors un atelier rue des Récollets et il participe à la vie de l’école de Metz avec Devilly. Il est aussi musicien et poète. Il peint sans rechercher la notoriété mais obtient néanmoins des médailles d’argent à deux expositions[réf. nécessaire]. Ses œuvres sont inspirées de l’Antiquité et de la Bible, il réalise des portraits, esquisses et croquis sur des cartons encollés.
Le philosophe Wronski y fut l’hôte de Camille Durutte.
On y voyait souvent le pasteur et madame Cuvier, le peintre Léon Belly, et des Messins distingués qu’attirait la conversation de Véturie Espagne et Camille Durutte. Dans sa jeunesse, Véturie Espagne avait été Saint-Simonienne. Elle avait été convertie par Camille Durutte, dont Maréchal et Benoît Faivre partageaient les vues. Elle avait même sacrifié la plus grosse partie de ses biens au succès de ses idées, au cours d’un long séjour à Paris.
Revenue au pays, elle vécut quelque temps à Metz, puis se retira à Mey, consacrant ses qualités de cœur et d’esprit à la charité ainsi qu’à l’éducation et à l’instruction des habitants du village.
Très cultivée, passionnée de littérature et d’art, intéressée par les mathématiques et l’astronomie, elle rassembla une importante bibliothèque et entretint des relations épistolaires avec Littré.
La veuve de Wronski lui dédia en 1854 la traduction d’un petit traité de métaphysique à l’usage des femmes. Elle mourut en 1867. Camille Durutte, compositeur de talent dont le théâtre de Metz joua, en 1864, le « Luthier de Crémone » qui fut un gros succès, est l’auteur de deux ouvrages, « l’Esthétique musicale » (Metz, 1855) et la « Technique Harmonique » (Paris, 1876), où il expose ses théories « concernant les lois mathématiques de la génération et de l’enchaînement des accords » qui suscitèrent l’approbation admirative de Meyer-Beer, de Rossini et de Gounod.
Par-dessus sa maison, Durutte avait fait construire une tour d’une dizaine de mètres, à section carrée, au sommet de laquelle il s’enfermait des journées entières, y lisant, travaillant, ou observant le ciel. On appelait cette tour « la folie Durutte ».
Vers 1828-1850, Durutte se partage entre Metz, Mey et Paris.
À Metz, il a un appartement 20, rue de Chèvremont. C’est dans cet appartement et à Mey qu’il reçoit Franz Liszt, à l’occasion de deux concerts donnés par ce dernier à Metz les 12 et 22 novembre 1845.
Durutte s’était lié avec le philosophe et mathématicien Wronski qui, né en 1778, avait été officier polonais, puis attaché à l’état-major de Souvaroff, avant de venir en France ; ses travaux mathématiques permirent à Le Verrier de faire les calculs nécessaires à la découverte de sa planète. Wronski fut l’hôte de Durutte pendant plus d’un an, vers 1850. Il donna une série de conférences à Metz en novembre décembre 1850 et janvier 1851. Marechal fit son portrait.
Durutte considérait que sa « technique harmonique » était un cas d’application du système de philosophie général de Wronski. À la mort de Paul-Emile Espagne en 1855, la petite société romantique de Mey était en grande partie dispersée. Camille Durutte avait quitté le village pour Metz, puis Paris. Maréchal et Devilly, absorbés le premier par son industrie de vitraux, le second par ses travaux professionnels et d’atelier, ne disposaient presque plus de temps.
Son histoire a participé largement à la richesse culturelle de l’agglomération.

### Guerre de 1870
Mey fut le théâtre de combats lors de la guerre de 1870. La bataille de Borny-Colombey, qui mis hors de combat plus de 8 500 hommes en quelques heures, dont près de 5 000 Allemands, se déroula en partie sur la commune de Mey où le petit bois fut intensément défendu par les soldats français contre l'armée prussienne.

## Politique et administration

### Liste des maires
| Période                                  | Période  | Identité          | Étiquette | Qualité |
| ---------------------------------------- | -------- | ----------------- | --------- | ------- |
| Les données manquantes sont à compléter. |          |                   |           |         |
| 1929                                     | ?        | Louis Girard      |           |         |
| 1947                                     | 1959     | Eugène Ory        |           |         |
| 1959                                     | 1965     | Albert Muller     |           |         |
| 1965                                     | 1971     | Victor Thiel      |           |         |
| 1971                                     | 1983     | Louis Kozuh       |           |         |
| 1983                                     | 1986     | René Weber        |           |         |
| 1986                                     | 2001     | Maurice Berton    |           |         |
| 2001                                     | 2014     | Christophe Martin |           |         |
| mars 2014                                | mai 2020 | Patrice Bourcet   |           |         |
| mai 2020                                 | En cours | Sylvie Roux       |           |         |

### Jumelages
Au 17 janvier 2014, Mey est jumelée avec la commune allemande de Gisingen.

## Population et société

### Démographie

#### Évolution démographique

##### Jusqu'à la Révolution
La commune de Mey fut formée à la Révolution à partir de la paroisse de Mey, et ses habitants avaient été régulièrement dénombrés sous l'Ancien Régime. Le tableau qui suit présente les chiffres de quelques-uns de ces dénombrements.
À cette époque, les recensements de population comptabilisaient généralement le nombre de feux, c'est-à-dire de foyers familiaux. Si l'on veut en déduire la population en nombre d'habitants, il faut en général multiplier ce chiffre par un facteur de 5 environ mais qui varie toutefois selon l'endroit et l'époque, et tout particulièrement lorsque le nombre de feux est faible comme c'est le cas à Mey.
| 1735    | 1789    |
| ------- | ------- |
| 31 feux | 23 feux |

##### Depuis la Révolution
L'évolution du nombre d'habitants est connue à travers les recensements de la population effectués dans la commune depuis 1793. Pour les communes de moins de 10 000 habitants, une enquête de recensement portant sur toute la population est réalisée tous les cinq ans, les populations de référence des années intermédiaires étant quant à elles estimées par interpolation ou extrapolation. Pour la commune, le premier recensement exhaustif entrant dans le cadre du nouveau dispositif a été réalisé en 2005.

En 2022, la commune comptait 308 habitants, en évolution de +12,41 % par rapport à 2016 (Moselle : +0,52 %, France hors Mayotte : +2,11 %).
| 1793 | 1800 | 1806 | 1821 | 1836 | 1841 | 1861 | 1866 | 1871 |
| ---- | ---- | ---- | ---- | ---- | ---- | ---- | ---- | ---- |
| 156  | 132  | 120  | 99   | 118  | 113  | 111  | 116  | 118  |

| 1875 | 1880 | 1885 | 1890 | 1895 | 1900 | 1905 | 1910 | 1921 |
| ---- | ---- | ---- | ---- | ---- | ---- | ---- | ---- | ---- |
| 112  | 99   | 98   | 110  | 115  | 107  | 135  | 114  | 66   |

| 1926 | 1931 | 1936 | 1946 | 1954 | 1962 | 1968 | 1975 | 1982 |
| ---- | ---- | ---- | ---- | ---- | ---- | ---- | ---- | ---- |
| 80   | 81   | 92   | 73   | 89   | 71   | 83   | 90   | 147  |

| 1990 | 1999 | 2005 | 2006 | 2010 | 2015 | 2020 | 2022 | - |
| ---- | ---- | ---- | ---- | ---- | ---- | ---- | ---- | - |
| 165  | 179  | 199  | 203  | 301  | 282  | 308  | 308  | - |

### Enseignement
Il n'y a pas d'école à Mey.

### Manifestations culturelles et festivités
Mey compte deux associations qui animent le village en organisant de nombreuses manifestations. Ces deux associations occupent ainsi une place importante dans la vie de la commune en ayant chacune un rôle différent mais complémentaire :
- « Association pour la qualité de vie, les loisirs et l’environnement à Mey », inscrite au registre des associations du Tribunal d’Instance de Metz le 2 octobre 2000, a pour but d’animer les loisirs, la culture ainsi que de protéger le patrimoine et l’environnement du village de Mey. Elle organise différentes manifestations annuelles, comme la fête des fleurs et son marché, la marche d’automne ou encore la fête du Beaujolais, la visite d'un marché de Noël ainsi que diverses activités telles que la gym hebdomadaire ou des après-midis créatifs : confection de compositions florales et de couronnes de l’avent.
- L’association « Mey Loisirs », qui a été créée le 26 janvier 2011. Elle a pour but d’offrir aux habitants de Mey et des environs différentes activités ludiques et culturelles. En 2011, Mey Loisirs a notamment proposé une chasse aux œufs pour les enfants, un repas réunionnais, une sortie surprise au bord de la Moselle, un goûter des séniors, des marches les lundis et jeudis, ainsi que des marches « découvertes », la fête des voisins ou encore un club pétanque. Certaines de ces manifestations seront annuelles.

## Culture locale et patrimoine

### Lieux et monuments
- Église Saint-Pierre (XIIe siècle), monument classé au titre des monuments historiques par arrêté du 2 septembre 1994[25], typique du pays messin et remarquable par son architecture et son linteau d’inspiration païenne. L’église est utilisée fréquemment comme salle de concert.
- Ouvrage d'infanterie Champagne, ouvrage militaire de la seconde ceinture fortifiée de Metz ;
- La Folie Durutte, non classée, ancienne résidence de Camille Durutte, ami de Franz Liszt et compositeur messin de talent.
- Château Espagne, monument inscrit monument historique par arrêté du 25 juin 1986[26], demeure du XIXe siècle ayant appartenu au général d’Empire du même nom. Ce château a été le témoin d’une activité culturelle intense à l’époque romantique dans la mouvance Saint Simonienne, la famille Espagne côtoyant les salons littéraires, les musiciens, les philosophes et les peintres de l’École de Metz. Le peintre Émile Knoepfler, élève de Delacroix, était d’ailleurs un petit-fils du général. Le général Jean-Louis Espagne est connu pour avoir été l’ami du général Dumas, père d'Alexandre Dumas selon lequel, il se serait vite rendu célèbre dans le régiment par ses prouesses herculéennes. C'est là en tout cas qu'il se lie avec de futurs généraux d’Empire, Jean-Louis Espagne, Louis-Chrétien Carrière de Beaumont, Joseph Piston. Leur amitié et leurs exploits inspireront sans doute le roman Les Trois Mousquetaires.[réf. nécessaire] Le nom du général Espagne est inscrit sur le côté sud de l’Arc de Triomphe de l'Étoile. Les noms de ses compagnons, les généraux Dumas et Carrière de Beaumont, y figurent également.
- Mairie, 18 rue de l’École.
- Chambres d’hôtes et projet de gite de France.

### Personnalités liées à la commune
- Émile Knœpfler (1821-1879)[27], peintre, né à Mey.
- Camille Durutte, comte d'Ypres (1803-1881), compositeur et théoricien de la musique français.
- Maitre François, curé de Mey au XVIe siècle, inventeur en 1512, en Lorraine, des moulins à cuve ou à rodet (moulins à eau à axe vertical)[28].

### Héraldique
| Blason de Mey | Blason  | Les armes de Mey peuvent se blasonner ainsi, : D'azur, à deux clefs d'or passées en sautoir, accompagnées en chef d'une étoile à six rais du même. |
| Blason de Mey | Détails | Le statut officiel du blason reste à déterminer.                                                                                                   |

Les clefs sont celles de saint Pierre apôtre, patron de la paroisse. L'étoile est tirée des armes des seigneurs de Sancy, qui possédaient Mey au Moyen Âge et portaient d'azur, à une étoile de six rais d'or ; à la bande de gueules chargée de trois lions passant de... brochant sur le tout.

## Pour approfondir